# Soufrière (Dominique)
Pour l’article homonyme, voir Soufrière.
Soufrière est une ville de la Dominique, située dans la paroisse de Saint-Mark.

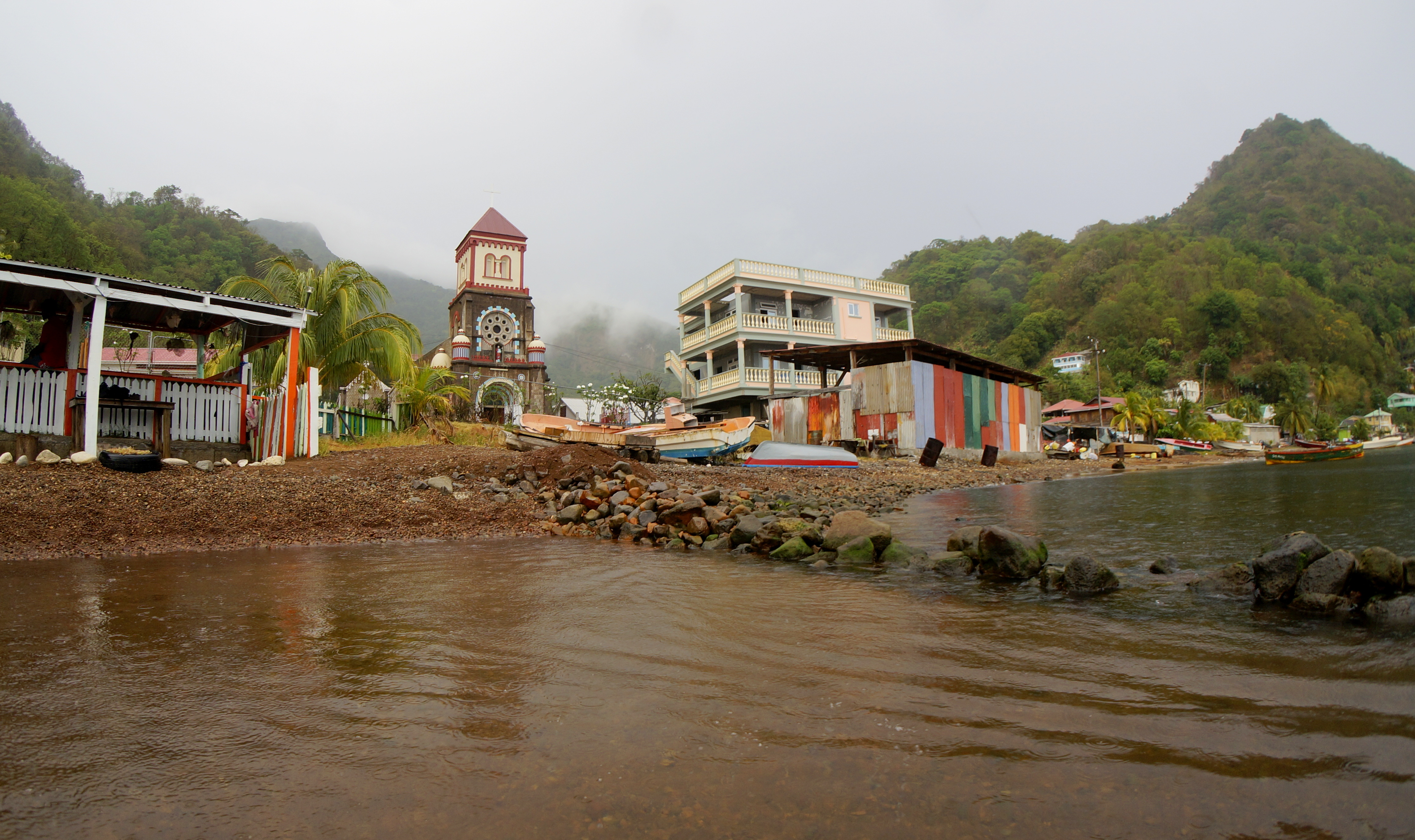
Église catholique romaine de Saint-Marc. Soufrière, Dominique.